# Pallandt

Wappen derer von Pallandt

Das Geschlecht derer von Pallandt (auch von Pallant, von Palant, von Palland, von Paland, von Palandt und von Ballandt) ist ein rheinisches Adelsgeschlecht, dessen Namen von seinem ehemaligen Besitz Haus Palant in Weisweiler (heute Stadt Eschweiler) herrührt. Die Familie gehörte aufgrund ihrer zahlreichen Besitzungen und des damit verbundenen Reichtums sowie ihrer ausgedehnten Familienbeziehungen zu den einflussreichsten Geschlechtern des Herzogtums Jülich. Die Genealogie weist zum Beispiel Jülich’sche, Kölnische und Klevische Marschälle auf.

## Geschichte
Das Geschlecht ist ein zunächst niederrheinisches Adelsgeschlecht und taucht erstmals 1316 in Geldern und Brabant durch den Reichsfreiherren Rüdiger van Pallandt auf. Die Familie gehörte zum Geschlecht derer von Brabant. Eine Herleitung des Geschlechts aus einem Diplom von Kaiser Friedrich III., das den von Palant eine königlich polnische Abstammung bescheinigte und die ordentliche Stammreihe mit einem Wilprand Germinitzki (auch: Wiprecht Germinezki) begann, stellte sich als eine Fälschung heraus (Lit.: Oidtman, 1894). Tatsächlich ist erst 1323 mit dem Ritter Reinhard von Palant ein erster Namensträger als Lehnsmann derer von Cuyck urkundlich verbürgt. In welcher verwandtschaftlichen Beziehung er zu späteren Mitgliedern der Familie steht, konnte aber bisher nicht geklärt werden.
Rüdiger van Pallandt, ein Urenkel Wilprands von Pallandt erbte mit seiner Gemahlin Johanna von Bredebend (Breitenbend), der letzten ihres Geschlechts, die Herrschaft Breitenbend im Jülischen und wurde 1316 zum Freiherrn ernannt. Als Stammvater derer von Palant wird heute Arnoldus Parvus vermutet, der von 1312 bis 1318 u. a. das Amt des Vogtes und des Meiers von Aachen innehatte. Ab 1327 wird Arnoldus von Breitenbend genannt, was u. a. beweist, dass der älteste urkundlich nachweisbare Besitz der Familie nicht das Haus Palant, sondern das Gut Breitenbend bei Linnich war. Arnolds Sohn Karsilius ist der erste seiner Familie, der sich von Palant nennt.
Durch Kauf, Erbschaft, Heirat und Pfandschaft gelangten zahlreiche Besitzungen an das Geschlecht, von denen nachfolgend nur einige Jülich’sche und Kölnische Güter und Herrschaften genannt werden: Bachem, Frechen, Weisweiler, Engelsdorf, Burg Wildenburg, Reuland, Kinzweiler, Nothberg, Laurenzberg, Gladbach, Haus Paland in Erkelenz-Borschemich, Vettelhoven und Wachendorf. Detaillierte Auskunft über den großen Besitz gibt eine Teilungsurkunde der Familie aus dem Jahr 1456.
Werner II. von Palant, Herr zu Breitenbend, hatte im Jahre 1393 Alveradis von Engelsdorf geheiratet. Er war alleiniger Erbe des Palanter und Breitenbender Besitzes und scheint mit seiner Familie die Burg Breitenbend aber auch Schloss Palant bewohnt zu haben. Werner war der Vater des unten genannten Dirck van Pallandt.
Gegen Ausgang des 15. Jahrhunderts erlangte ein anderer dieses Namens durch seine Gemahlin, Tochter des Robert von Alpen, die Herrschaft Alpen westlich von Rheinberg. Seine Nachkommen nannten sich Vicomte, diese Linie starb aus. Elbertus Pallandt brachte zu Anfang des 16. Jahrhunderts das Erbmarschallamt im Herzogtum Kleve an seine Familie. Hieronymus Pallandt war 1519 Bischof zu Bisantz, und Florentius (Floris) Pallant (1537–1598) wurde 1555 Graf zu Culemborg am Lek in der heutigen niederländischen Provinz Gelderland, damals zum Herzogtum Geldern gehörend. Durch seine Tochter Elisabeth kam die Herrschaft Paland nebst anderen Gütern an die Grafen von Waldeck.
Der Domherr Reinhard von Pallandt hat resigniert und ordentlich Ende Januar 1572 geheiratet. Diese Ehe blieb kinderlos. Er hinterließ allerdings uneheliche Nachkommen, denen es zur Preußenzeit gelang, in den Adelsstand aufzusteigen: In Kronenburg wurde 1746 Johann Franz Theodor Edmund Pallandt geboren. 1770 wurde er Rechtsanwalt und Schultheiß zu Bleialf. Nach seinem Umzug nach Wildenburg bekleidete er zur Franzosenzeit die Ämter eines Beisitzers am Friedensgericht zu Reifferscheid, des Steuereinnehmers, des Notars und des Bürgermeisters der Mairie Wahlen. Seine drei Söhne (Christoph Reinhard, Wilhelm Joseph Maria und Franz Anton Maria) wurden 1829 als Freiherren in die Adelsmatrikel der preußischen Rheinprovinz bestätigt.
Adolph Werner von Pallandt war 1651 kurbrandenburgischer Staatsminister. Carl Ebert von Pallandt, Domherr zu Osnabrück, und Andreas Adolph von Pallandt, holländischer Generalleutnant, lebten noch 1710. Ein holländischer General der Infanterie, Freiherr von Pallandt, starb 1738 als Gouverneur zu Dornick. Ein mit dem Deutschen Orden nach Livland gekommener Zweig, aus welchem 1527 Dietrich von Pallandt ein Ordensritter und Hans von Pallandt Kommandant zu Reval waren, ist im Laufe der Zeit ausgestorben. Nach Aussage des Neuen Preußischen Adelslexikons sind die von Palant im Rheinland ausgestorben. Im Jahre 1639 verstarb kinderlos Floris II., Graf von Culemborg, Freiherr von Pallant und von Wittem und 1669 war mit Marsilius IV. der letzte Herr von Pallandt zu Wildenburg (Eifel) gestorben. Die Ausgabe des Neuen Preußischen Adelslexikons, dass das Geschlecht im Rheinland ausgestorben sei und nur noch eine Linie in den Niederlanden bestehe, ist unrichtig. Die Familie saß noch 1829 zu Bleialf (Kreis Prüm) und zu Wildenburg (Kreis Gemünd), und Franz Anton Freiherr von Pallandt, Wilhelm Joseph, Christoph Reinhard und Mariane geb. von Broich, Witwe von Wilhelm Ludwig Freiherr von Palland, wurden laut Eingaben d. d. Wildenburg, 17. Juni 1829, Cronenburg, Reg.-Bezirk Aachen, 17. Juni 1829, Bleialf, Reg.-Bezirk Trier, 27. August 1829 und Aachen, 8. August 1829 in die Freiherrenklasse der Adelsmatrikel der preußischen Rheinprovinz unter Nr. 22, 61, 57 und 56 eingetragen.
Noch am 18. Februar des Jahres 1852 erscheint ein Freiherr Car Heinrich Gustav von Palland (34 Jahre alt, ohne Beruf) als Trauzeuge eines Brautpaares vor der Bürgermeisterei Baasem bei Cronenburg (Standesamt Kronenburg, Eintrag Nr. 1852/5).
Eine deutsche Linie der Freiherren von Pallandt ist heute nicht mehr nachweisbar. Das letzte Mitglied der Linie aus Bleialf war eine Tochter, die bürgerlich heiratete.

### Zweig von Eschweiler

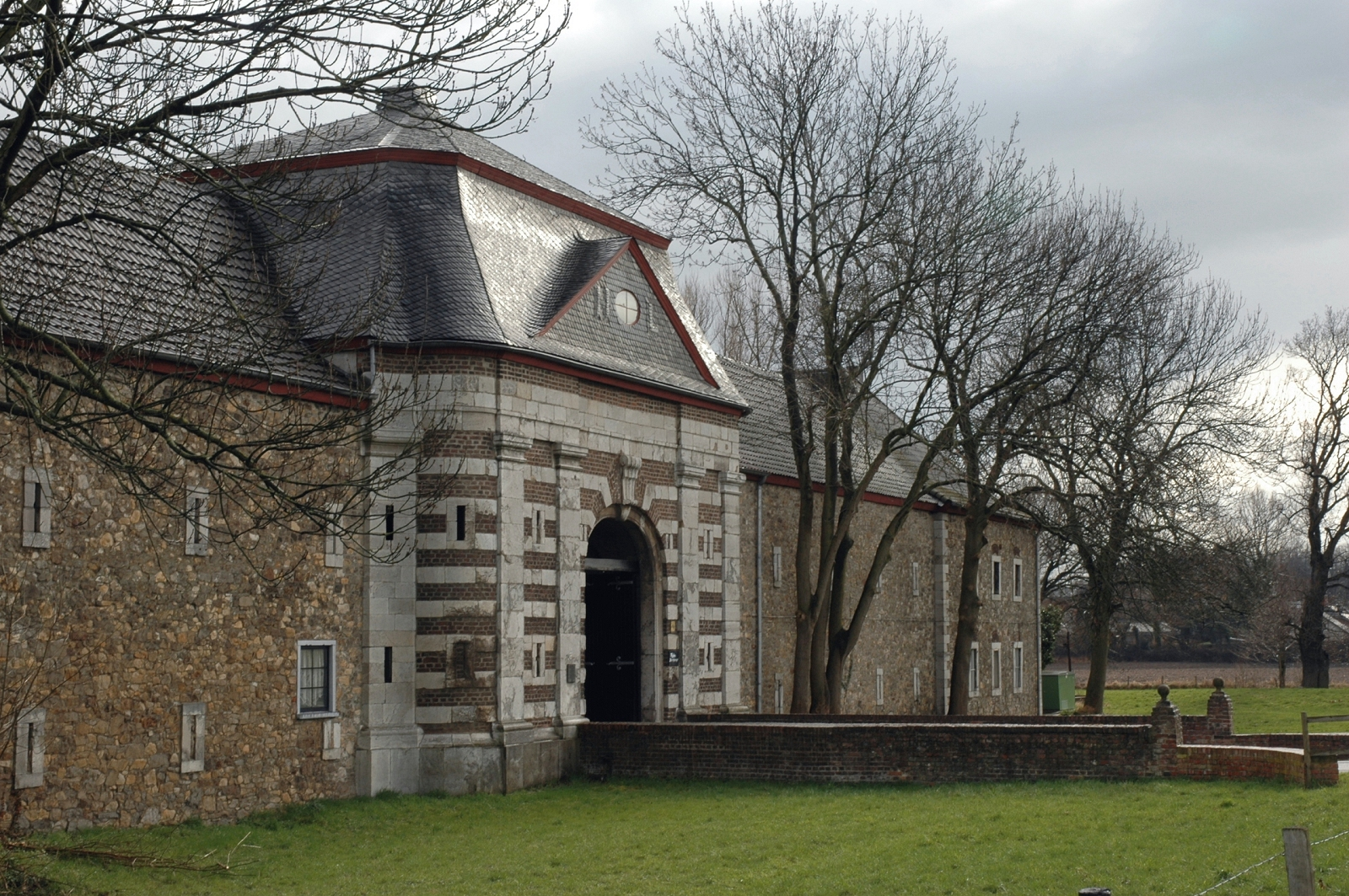
Stammsitz in Weisweiler

Die Familie von Palant war bis 1509 Besitzerin der Nothberger Burg, der Burg Holzheim bei Langerwehe-Heistern, des aufgelassenen Hauses Bongard im Bovenberger Wald, dem Gut Bovenberg zwischen Eschweiler-Nothberg und Hücheln, dem Dadenbergshof, dem Nothberger Hof alias Meuthenshof, dem Haus Palant in Eschweiler-Weisweiler, der Burg Weisweiler und anderen Rittersitzen in und um Eschweiler. Nach ihr ist die von-Palant-Straße in Nothberg benannt.
Zu Beginn des 16. Jahrhunderts baute Dietrich von Palant die erste Anlage der Burg Kinzweiler. Mehrere Jahrhunderte lang war die 1972 wegen des Braunkohletagebaus abgerissene Burg Laurenzberg im Besitz der Herren von Palant. Nach dem ersten Besitzer Jakob von Broich erhielt Gerhard von Palant 1563 die Belehnung von Haus Kambach in Eschweiler-Kinzweiler.
Aus der Burgherrschaft der Familie von Palant stammt ferner die zweiseitig umbaute Burganlage in Nothberg aus dem 16. Jahrhundert (Jahreszahl über der Tür im südwestlichen Eckturm: 1555). Als die Burg 1398 mit allem Zubehör für 1500 schwere rheinische Gulden von Gerhard von Engelsdorf an Werner von Palant verpfändet wurde, war sie schon stark sanierungsbedürftig. Dies geht aus den Modalitäten des Pfandvertrages deutlich hervor. 1422 erhielt Johann von Palant die Burg von seinem Vater Werner als Mitgift. Im Gegenzug verpflichtete er sich zur Aussetzung der Zehnten zu Bützdorf und Metzen und musste sich des Weiteren dazu verpflichten, die Anlage wieder instand zu setzen. Johann von Palant gab aus diesem Grund den Auftrag zu umfangreichen Sanierungs- und Umbauarbeiten. Für seine Pläne zur Neugestaltung der Burg konnte er den herzoglichen Landesbaumeister Alessandro Pasqualini gewinnen. Aus einer nicht mehr zeitgemäßen spätmittelalterlichen, zur Verteidigung gegen moderne Feuerwaffen ungeeigneten Burg wurde ein dem Stand des Besitzers angemessenes schlossähnliches Repräsentationsgebäude, das einen gewissen Komfort bot.
Nachdem 1591 mit Johann der letzte von Palant starb, brachen lang anhaltende Erbstreitigkeiten aus, in deren Folge und durch den Dreißigjährigen Krieg Verfall und Zerstörung der Anlage in Nothberg einsetzten.

### Zweig von Alpen
Eine Linie, die durch Heirat in den Besitz der Herrschaft Alpen gekommen war, starb später aus. Auch ein mit dem Deutschen Orden nach Livland gekommener Zweig, dem Dietrich von Pallandt, Ritter des Deutschen Ordens, und Hans von Pallandt, Kommandant zu Reval, angehörten, erlosch im Laufe der Zeit.

### Niederländischer Zweig
Es existiert auch ein Niederländischer Zweig dieser grenzländischen Familie.
- Dirck (Diederik, Dietrich) van Pallandt, Sohn aus der oben genannten Ehe von Werner II. von Palant und Alveradis von Engelsdorf, Drost im Land von Valkenburg von 1467 bis zu seinem Tod 1481 für Karl den Kühnen, dessen Kammerherr er war, außerdem Hochschulz der Stadt Maastricht und Herr von Wittem. Er besaß ausgedehnte Besitzungen im Niederrheinischen. Sein Grabstein steht heute in der Grünanlage Wallenplantsoen in Valkenburg.[3]
- Jan van Pallandt, sein Sohn und Nachfolger von 1483 bis 1514 als „Castelein, drossaet, rentmeister ende amptman van de stadt ende lande van Valckenborch“. 1495 Heirat mit Anna van Culemborg.[4]
- Gerard (Everhard) van Pallandt (von 1515 bis 1540 ebenfalls Amtman (auch Drost genannt) des Landes von Valkenburg) und Herr von Wittem, Sohn von Jan van Pallandt, verheiratet mit Margretha von Lalaing[5]
- Floris van Pallandt (1539–1598), sein Sohn und Herr von Wittem, Graf von Culemborg, Herr von Wildenburg, Lienden, Maurik, Kintzweiler en Ommeren. Weggefährte Wilhelms von Oranien, der bei seinem ersten Einmarsch während des Niederländischen Aufstandes eine Weile in dessen Herrschaft Wittem westlich von Aachen verbrachte. Auf Grund dessen wurden seine Besitzungen in den damals noch spanischen Niederlanden von den Behörden konfisziert.
- Floris II van Pallandt (1577–1639), Herr von Weerderbroek, Engelsdorff, Kintzweiler, Vrechen, Bachum, Wildenborch, Eck, Maurik, Homoet, Ommeren, Dalem, Eem, Eemkerk, Upalm, Opalm en Vroenstaeterweerdt

- Adolph Werner des H.R.R. Vrijheer van Pallandt (1656–1706), Herr zu Zuithem und Egede, Mitglied der Ritterschaft von Overijssel, Generalmajor der Kavallerie in niederländischen Diensten, starb bei der Belagerung von Ath
  - Frederik Willem Rijksvrijheer van Pallandt (1700–1779), Herr zu Keppel und Voorst, Bürgermeister von Doesburg ⚭ Freiin Sophia Dorothea von Lintelo, Erbin von Walfort[6]
    - Adolph Werner baron van Pallandt van Keppel (1733–1813), Herr zu Keppel, Voorst, Walfort und Eere, Bürgermeister von Doesburg
      - Frederik Willem baron van Pallandt van Keppel (1772–1853), Herr zu Keppel, Voorst, Barlhem und Hagen, Bürgermeister von Doetinchem, Kammerherr des Königs ⚭ Freiin Anna Jacoba van Aylva, Erbin von Waardenburg und Neerijnen (1778–1814)
        - Adolph Werner baron van Pallandt van Keppel (1802–1874), Herr zu Keppel, Barlham und Hagen, Kammerherr des Königs
        - Hans Willem van Aylva baron van Pallandt (1804–1881), Herr zu Waardenburg und Neerijnen, Staatsrat
        - Johan Jacob baron van Pallandt van Westervoort (1807–1876), Herr zu Westervoort, Bürgermeister von Arnhem
        - Carel Anne Adriaan baron van Pallandt (1810–1883)

  - August Leopold Rijksvrijheer van Pallandt (1701–1779), Herr zu Eerde, Beerse und Oosterveen
    - Adolph Werner baron van Pallandt van Eerde (1745–1823), Herr zu Eerde und Beerse, Mitglied der Ersten Kammer der Generalstaaten (1815–1823)
      - Adolph Werner baron van Pallandt van Beerse (1780–1848)
      - Andries baron van Pallandt van Eerde (1781–1827), Kammerherr des Königs
        - Lodewijk baron van Pallandt van Eerde (1809–1885), Kammerherr des Königs, Mitglied des Deutschen Ordens, Ballei van Utrecht, Mitglied der Ritterschaft von Overijssel

    - Adolph Carl baron van Pallandt van Oosterveen (1746–1815), Herr zu Oosterveen ⚭ Freiin Sophie Charlotte von Strünkede, Erbin von Schloss Strünkede (1741–1816)
- Jan Anne baron van Pallandt van Walfort (1866–1936), Herr zu Walfort (Enkel des Johan Jacob (1807–1876))
  - Charlotte Dorothée barones van Pallandt (1898–1997), Bildhauerin
  - Floris Carsilius Anne baron van Pallandt (1903–1977), niederländischer Botschafter in Kopenhagen
    - Frederik baron van Pallandt (1934–1994), niederländischer Sänger, Ehemann und Gesangspartner von Nina van Pallandt, bildeten das Gesangs-Duo Nina & Frederik
      - Floris Nicolas Ali baron van Pallandt (1961–2006)
      - Kirsa Eleonore Clara barones van Pallandt (* 1963)
      - Ana Maria Else barones van Pallandt (* 1965)

## Bedeutende Familienmitglieder
- Thonis von Palant, im 15. Jahrhundert Herr von Reuland, Monschau und Neersen
- Elbert von Palandt, Anfang des 16. Jahrhunderts Erbmarschall des Herzogtums Kleve
- Anna von Palant, deutsche Humanistin und neulateinische Dichterin
- Anna von Palandt, Mitbauherrin von Schloss Horst
- Hieronymus Pallandt, 1519 Bischof zu Bisantz.
- Floris van Pallandt, 1555 Graf zu Culemborg im Herzogtum Geldern
- Adolph Werner van Pallandt, 1651 kurbrandenburgischer Staatsminister
- Carl Ebert von Pallandt, Domherr zu Osnabrück
- Werner IV. von Palant, Pfandherr und Drost von Wassenberg, Förderer der Wassenberger Prädikanten

## Wappen
Blasonierung des Stammwappens: Fünfmal von Schwarz und Gold geteilt. Auf dem Helm mit schwarz-goldenen Decken ist der Wappenschild zwischen einem offenen schwarzen Flug wiederholt.
Blasonierung des Grafenwappens: Geviert. Felder 1 und 4 das Stammwappen, Felder 2 und 3 in Gold ein dreimal eckiggezogener roter Balken. Zwei gekrönte Helme: I. mit schwarz-goldenen Decken ein Schildchen mit dem Stammwappen zwischen einen offenen schwarzen Flug, II. mit rot-goldenen Decken ein doppelter Pfauenfedernbusch.

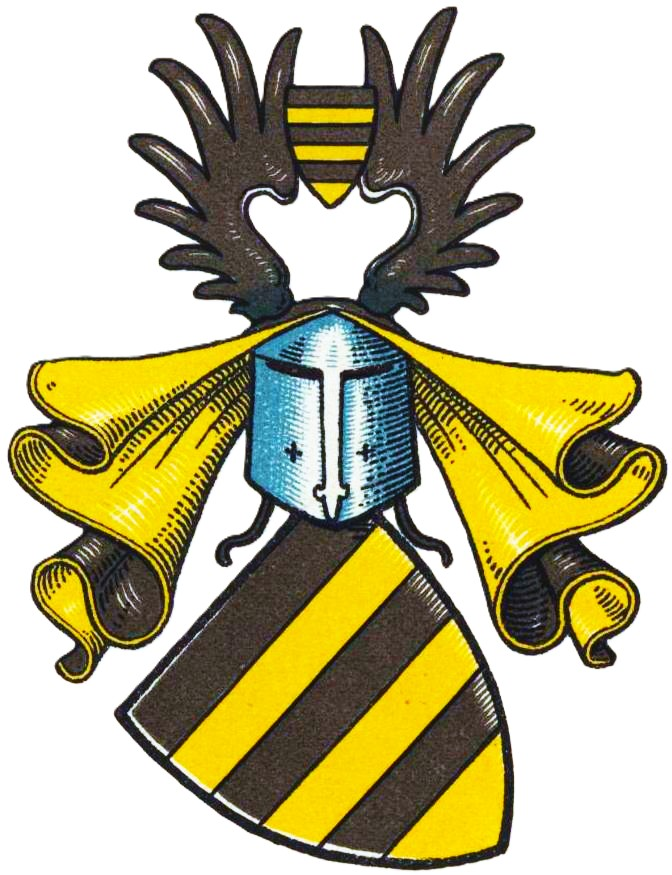
Wappen derer von Pallandt im Wappenbuch des Westfälischen Adels
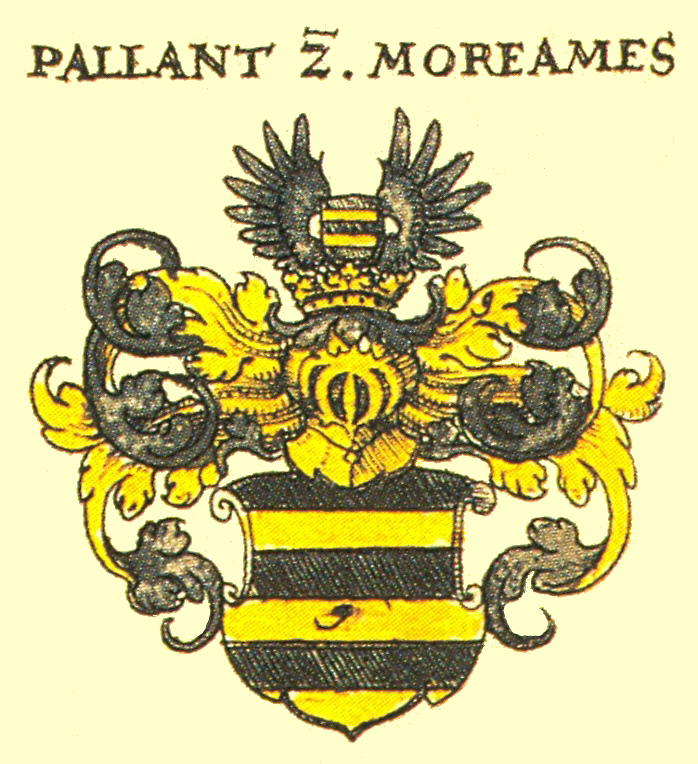
Wappen derer von Pallandt zu Moreames in Siebmachers Wappenbuch
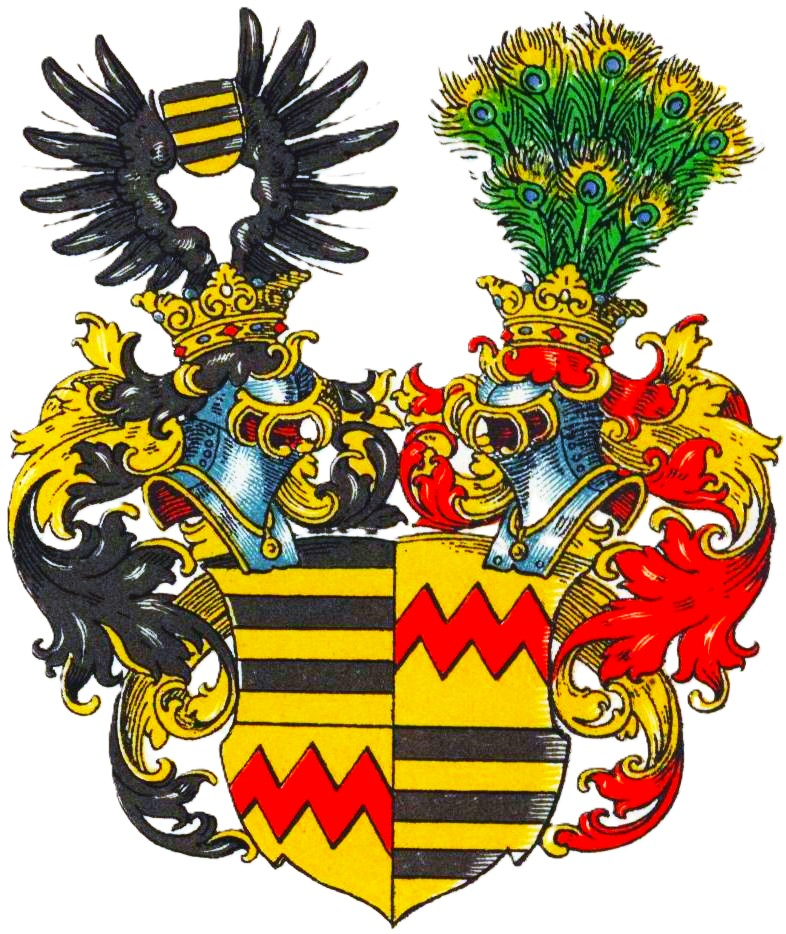
Wappen der Grafen von Pallandt im Wappenbuch des Westfälischen Adels

## Wichtige Besitzungen der Familie

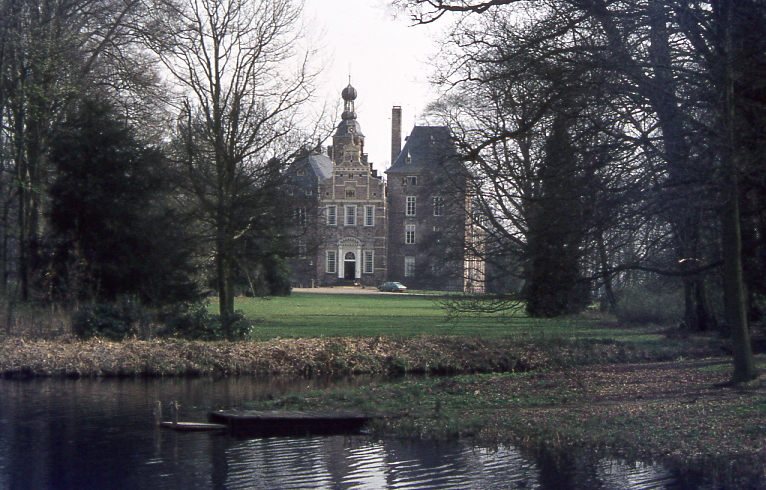
Schloss Keppel

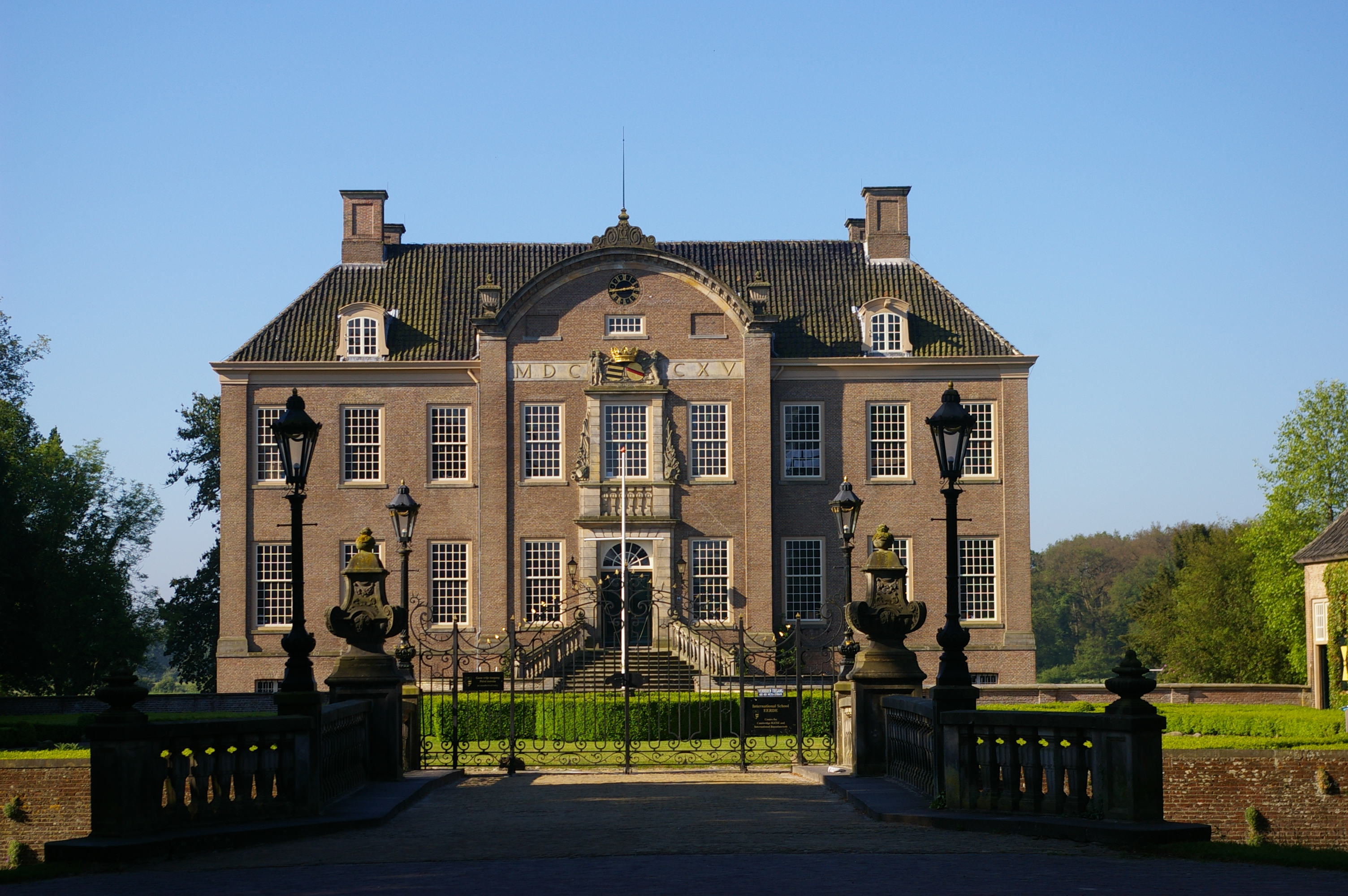
Schloss Eerde

- Gut Breitenbend bei Linnich (ältester urkundlich nachweisbarer Besitz der Familie)
- Schloss Keppel, Laag-Keppel (bis heute im Besitz der Familie)
- Schloss Eerde, Gemeinde Ommen
- Schloss Rosendaal
- Haus Paland, Erkelenz-Borschemich
- Haus Palant, Eschweiler-Weisweiler
- Nothberger Burg, Eschweiler-Nothberg
- Burg Neersen, (1487–1502)
- Burg Reuland, (1410–1489, 1502–? und 1560/61–1623 bzw. 1666)
- Burg Wildenburg (Eifel), Hellenthal-Wildenburg
- Schloss Wittem, Stammsitz der niederländischen Pallandts in der Herrschaft Wittem, heute Gemeinde Gulpen-Wittem
- Schloss Wolsfeld (Eifel, Kreis Bitburg-Prüm)